# Painel publicitário
Um painel publicitário, cartaz ou outdoor, é um painel de divulgação publicitária colocado no exterior de grandes dimensões, sobretudo em placas modulares, disposto em locais de grande visibilidade, como à beira de rodovias ou nas empenas de edifícios nas cidades. A palavra outdoor é de origem inglesa e, em inglês, tem sentido totalmente diverso do seu significado em português. Billboard ou hoarding (hoarding é billboard em ingles britânico) são as palavras inglesas para qualquer propaganda (painel, letreiro luminoso, letreiro em parede, muro etc.) exposta ao ar livre ou à margem das vias públicas. Contudo é importante ressaltar que existem padrões, e nem toda mídia exterior é comercialmente chamada de outdoor. Painéis rodoviários, empenas, bandeiras, lonas, frontlights, backlights e totens, são outros exemplos de mídia exterior, popular e erroneamente chamadas de outdoor.

## História
Pode-se dizer que antigamente, pela falta de tecnologia, o outdoor foi um dos primeiros modos de divulgação de produtos, ideias e serviços. Por exemplo, na Mesopotâmia os comerciantes de vinho anunciavam em axones pedras talhadas em relevo. Já os gregos gravavam suas mensagens em rolos de madeira.
Na Roma Antiga, a propaganda já era mais próxima do nosso atual cartaz mural: retângulos divididos por tiras de metal eram instalados sobre muros e pintados de cores claras, onde qualquer interessado poderia escrever - com carvão - mensagens de venda, compra ou troca de mercadorias.

## Padrão atual

### No Brasil

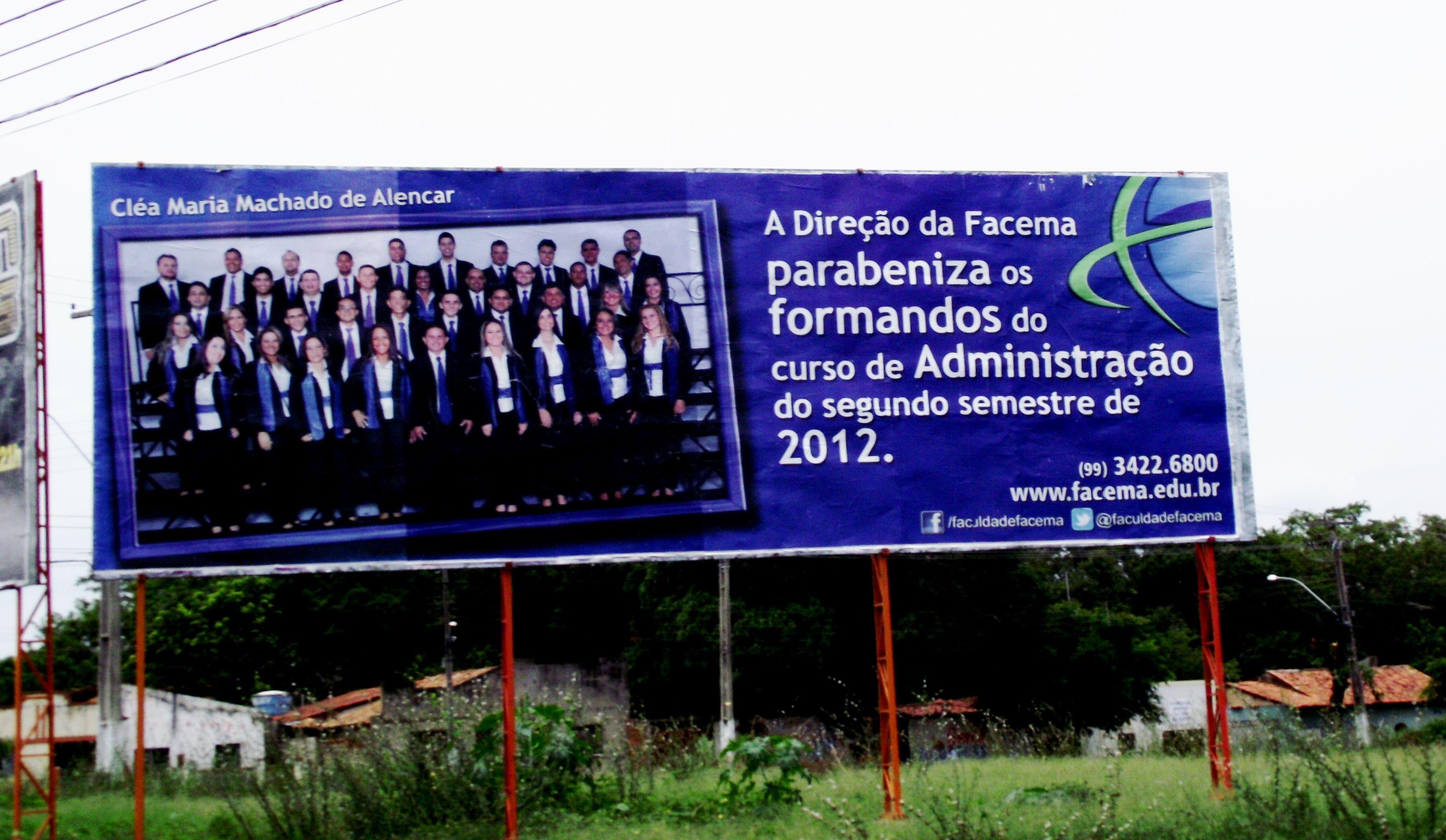
Alunos formandos do curso de Administração da Faculdade de Ciências e Tecnologia do Maranhão - Facema, no segundo semestre de 2012. Em Caxias Maranhão.

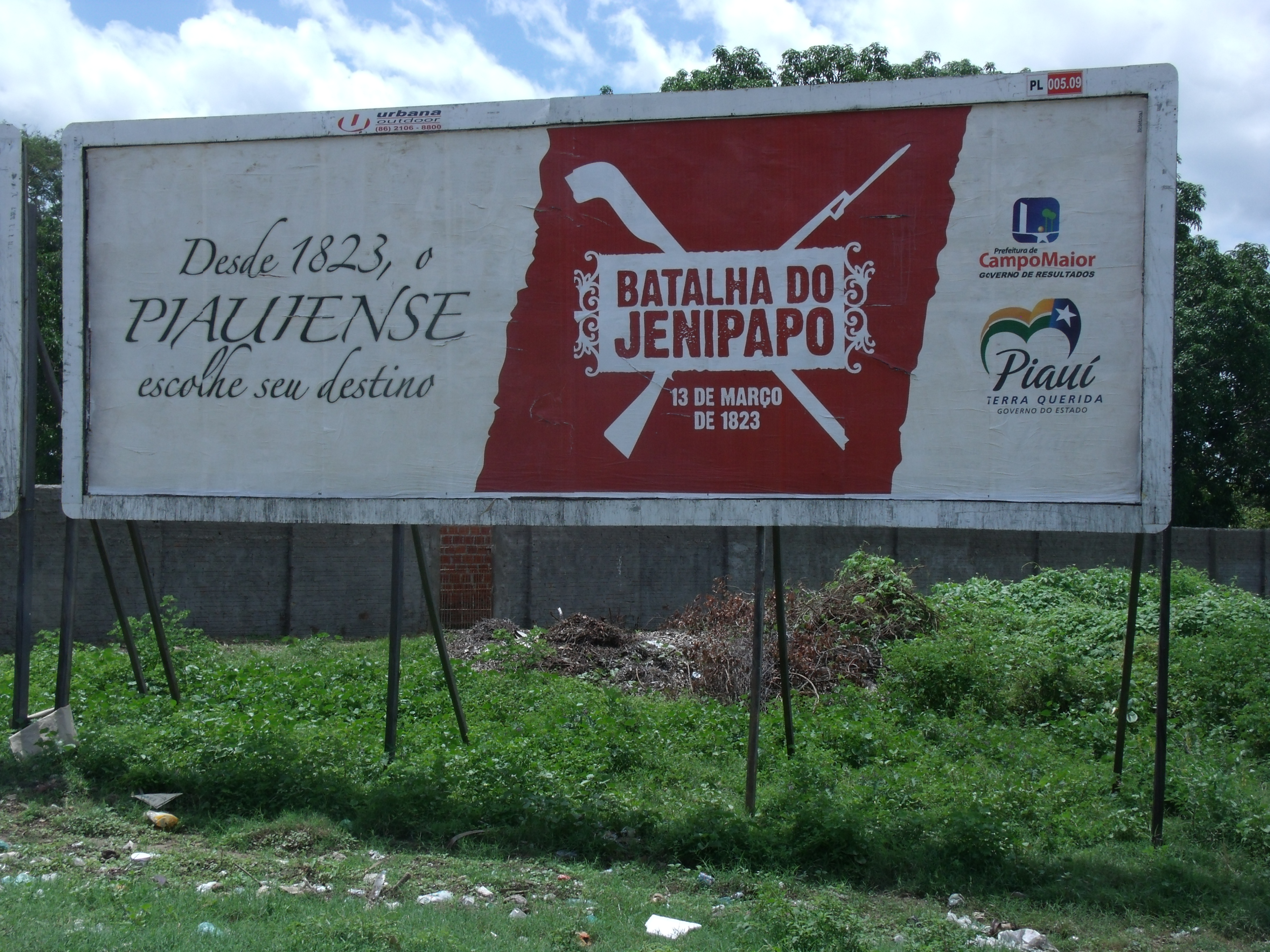
Outdoor sobre a Batalha do Jenipapo, no Piauí, Brasil.

O padrão do outdoor de hoje: tipo de mídia exterior constituído por uma placa de madeira ou metal, cuja medida mais comum são de 9 X 3 metros, que fica colocado na horizontal em áreas de grande circulação de carros e/ou transeuntes. 
A impressão é feita por impressoras especiais, que dividem a imagem do outdoor em trinta e duas, dezesseis, oito partes ou seis, conhecido como L32, L16, L8 e L6  respectivamente,  na qual cada uma constitui uma folha diferente a ser impressa e colada. A colagem se dá por meio de uma mistura de cola, fixador e água, em que profissionais treinados colam com cuidado as folhas de forma que não haja erro e o conteúdo fique bem definido, não aparentando emendas. Existe ainda a possibilidade de aplicação de lona, com o mesmo padrão de tamanho. Diferentemente do papel sua fixação é feita através de abraçadeiras plasticas em ilhoses aplicados na lona, e não cola.
O outdoor limitava-se no interior da área de 9 x 3 m mas a partir de 1980 com a DPZ e o produto Chancy da Nestlé, surgiu  o primeiro outdoor brasileiro usando aplique (colagem de elemento fora do retangulo de 3x9) feito em madeira, ou PVC. (fonte: Grandes Nomes da Brasileira)
O período de veiculação de um outdoor também é padronizado em 14 dias, chamados de "Bi-Semanas", com data inicial e final já estabelecidas seguindo um calendário anual. Este calendário pode ser encontrado em diversos sites de veiculadoras, e a entidade que rege e organiza esse calendário é a "Central de Outdoor".

### Em Portugal
O outdoor em Portugal é basicamente constituído por modelos standard: 4 m x 3 m - 8 m x 3 m - 12 m x 4 m. Construídos em paineis modulares metálicos de 1 m x 3 m em (zinco ou alumínio)obedecem à medida padrão, adoptadas pela maioria das empresas do sector. 
Coincidente com a entrada da (multinacional francesa) JCDecaux  e da Cemusa (espanhola) no mercado Outdoor português, o sector entrou em crise a por meados dos anos 90. A principal estratégia para a aquisição do mercado por estes grupos, esteve em dar como contrapartida, equipamento como é o caso dos "abrigos" de passageiros nas paragens de autocarro e sinalética indicativa nas localidades. As licenças de montagem e ocupação da via pública, passaram desta forma a ser da exclusividade de duas empresas, como é o caso entre outros, do Concelho de Sintra. A produção em série dos cartazes passou a ser feita em Espanha e França. Não está feito qualquer estudo, sobre o impacto sobre as empresas locais do mesmo sector afectadas, e que por essa mesma razão ficaram impossibilitados de exercerem a sua actividade, pelo indiferimento nas licenças para ocupação da via publica

## Comercialização
Os quadros dos outdoors são comercializados no Brasil por bi-semanas ou (Quinzenas com exibição em 15 em 15 dias), ou seja, por duas semanas, mas há possibilidade de renovação.
Embora seja muito utilizado, o outdoor gera críticas de muitos analistas por contribuir com uma parcela da chamada poluição visual, que aflige principalmente cidades grandes.
Os outdoors também podem contar com apêndices, chamados apliques, cujo valor se dá em metros quadrados. Esses apliques constituem imagens, objetos e outros elementos gráficos que exteriorizem a imagem do outdoor, que faça o trabalho sair de suas limitações espaciais e ganhar inclusive volume. 
Há diversos prêmios no mundo que levam em consideração a mídia outdoor.
Hoje já são comuns nas grandes cidades os outdoors revestidos em lona, que são chamados "lonados ou envelopados" e podem ou não ter iluminação.
Fora do formato 9 x 3, o outdoor se chama frontlight, se tiver iluminação dianteira, e quando a luz vem de sua parte traseira, usando principalmente da transparência do material utilizado, se chama backlight. O formato do frontlight e do backlight é variado, mas o mais comum é o de 12 x 4. Também existe o top sight, cujo visual é mais sintético e limpo, com o formato de 3,5 x 5.
Em Janeiro de 2007 a prefeitura da cidade de São Paulo criou uma lei proibindo qualquer tipo de outdoor. A lei começou a valer em Março de 2007, mas judicialmente várias empresas publicitárias foram autorizadas a prorrogar o prazo de retirada até Abril de 2007.